# Sulawesi
Sulawesi (historische benaming: Celebes) is een van de grote eilanden van Indonesië. Het is het op tien na grootste eiland ter wereld, en met een oppervlakte van 174.600 km² meer dan vier keer zo groot als Nederland. Het eiland telt ongeveer 18 miljoen inwoners en is ingedeeld in zes provincies:
- Gorontalo
- Noord-Sulawesi (Sulawesi Utara)
- Midden-Sulawesi (Sulawesi Tengah)
- West-Sulawesi (Sulawesi Barat)
- Zuid-Sulawesi (Sulawesi Selatan)
- Zuidoost-Sulawesi (Sulawesi Tenggara)

## Geografie
Het eiland kenmerkt zich door verschillende schiereilanden en baaien. In het noorden ligt het schiereiland Minahasa, in het oosten Oostelijk Schiereiland, in het zuidoosten Zuidoostelijk Schiereiland en in het zuiden Zuidelijk Schiereiland. Tussen Minahasa en het Oostelijk Schiereiland ligt de golf van Tomini, in het oosten de golf van Tolo en in het zuiden de golf van Bone.
In het zuiden ligt Makassar (het vroegere Ujung Pandang), de hoofdstad van Zuid-Sulawesi en de grootste stad van het eiland, waar vooral Boeginezen en Makassaren leven. De belangrijkste diepe meren zijn Towuti, Matana en het Posomeer.
In het heuvelachtige midden van Sulawesi ligt Toraja-land, een gebied dat bekendstaat om zijn bijzondere architectuur, zijn begrafenisrituelen en zijn koffie.
In het noorden vinden we het gebied Minahasa en de stad Manado. Dit gebied is als een van de weinige gebieden in Indonesië vrijwel geheel christelijk. De taal die er gesproken wordt, is doorspekt met Nederlandse woorden. Er is een duikgebied. Bunaken is een van de bekendere eilandjes in dit gebied.

## Geologie
Sulawesi zou zijn ontstaan door botsingen van terreinen van de Euraziatische Plaat (waardoor het westelijk en zuidwestelijk deel ontstond), de Australische Plaat (zuidoostelijk deel) en van eilandbogen die tot dan in de Stille Oceaan lagen (noordelijke en oostelijke schiereilanden). De Straat van Makassar ligt ten westen van het eiland en scheidt het van Borneo. Op Sulawesi bevinden zich actieve en uitgedoofde vulkanen. De hoogste vulkaan is de Soputan. Voor de kust ligt het vulkanische eiland Manado Tua ('Oud Manado').

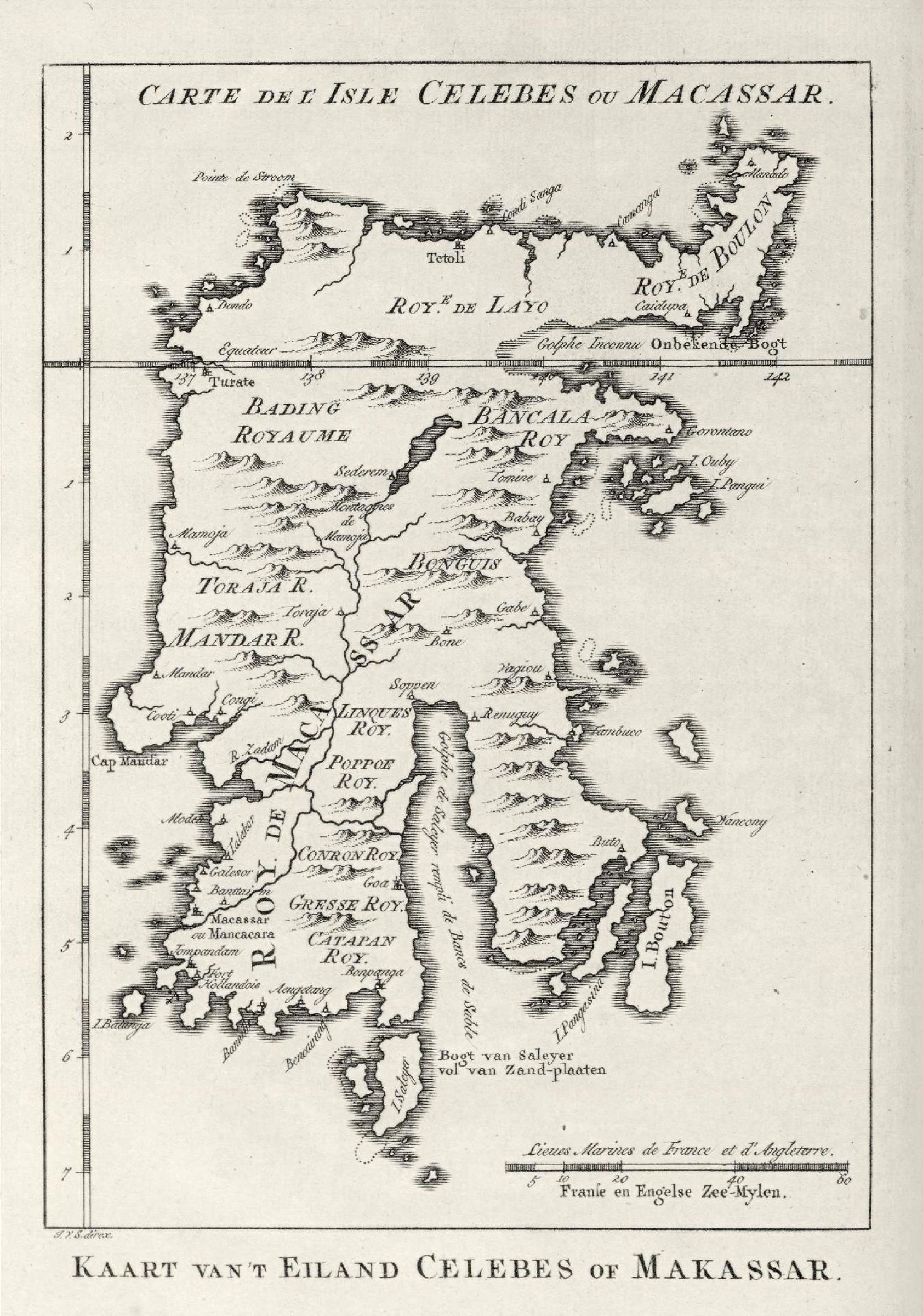
Kaart van 't eiland Celebes of Makassar
(1757), Jacob van der Schley, KB, nationale bibliotheek

## Geschiedenis
In 1975 werden kleine lokaal gemaakte boeddhistische beelden uit de 10e-11e eeuw ontdekt in Bontoharu, op het eiland Pulau Selayar in Zuid-Sulawesi.
Het Javaanse koninkrijk Majapahit veroverde het eiland in de veertiende eeuw en behield zijn controle tot 1512. Sulawesi was daarna een deel van het Portugese Rijk tussen 1512 en 1667.
Makassar was een belangrijke havenplaats voor de Nederlanders ten tijde van de Vereenigde Oostindische Compagnie (VOC). Veel van de specerijen uit de Molukken werden via deze havenplaats naar Europa verscheept. De vorm van het eiland was aan Europeanen bekend sinds de 18e eeuw, zoals blijkt uit een kaart, gemaakt door de Hollandse graveur Jacob van der Schley, met de naam Eilanden van de Filippijnen, Celebes en de Molukken, gepubliceerd in 1747.
In 1911 kreeg Nederland de volledige controle over het eiland. Tijdens W.O. II werd het door Japan bezet. Na de terugtrekking van het Japanse leger, bezetten Australische troepen Sulawesi eind 1945. Er kwam een KNIL-garnizoen in Makassar. KNIL-militairen traden in 1946 met extreem geweld op tegen Indonesiërs die streefden naar onafhankelijkheid. Ook van Indonesische kant werd extreem geweld gebruikt. 
In hetzelfde jaar werd het eiland  deel van de deelstaat Oost-Indonesië (Negara Indonesia Timur). Het parlement was gevestigd in de hoofdstad Makassar en de regering zetelde er. De deelstaat werd in 1950 opgeheven.
Op 25 april 2011 vond in de provincie Zuidoost-Sulawesi een aardbeving plaats met een kracht van 6,2 op de schaal van Richter. Het epicentrum lag op slechts 7,5 kilometer diepte; 55 kilometer ten zuidoosten van de provinciehoofdstad Kendari.
Op 28 september 2018 was er een aardbeving in de provincie Midden-Sulawesi met een sterkte van 7,4 tot 7,7. Het epicentrum bevond zich 80 kilometer ten noorden van de provinciehoofdstad Palu en op 10 kilometer diepte. Een tsunami met tot vijf meter hoge golven trof de stad. Huizen en bruggen werden weggespoeld, de luchthaven gesloten en duizenden mensen gedood, gewond of vermist.

## Klimaat
Het eiland heeft een overwegend vochtig tropisch equatoriaal klimaat met een gemiddelde jaarlijkse neerslag van 2000 mm in de bergstreken. Het zuiden van Sulawesi is droger met slechts 200 mm neerslag per jaar.

## Economie
De economische ontwikkeling wordt bemoeilijkt door het bergachtig reliëf (landschap) en de gebrekkige infrastructuur.
Er worden voornamelijk kokospalm, rijst, koffie en rubberboom geteeld. Nikkel- en ijzererts worden ontgonnen en kostbare houtsoorten worden geëxporteerd. Makassar staat vooral bekend om zijn goudsmeden.
Visserij is ook een belangrijke bron van tewerkstelling. De rijst wordt zelfs geëxporteerd naar Maleisië, de Filipijnen en Papoea-Nieuw-Guinea.

## Flora en fauna
De flora en fauna op het eiland Sulawesi heeft kenmerken van zowel de Oriëntaalse als de Australaziatische ecozones (biogeografische provincies). Het wordt daarom vaak beschouwd als een overgangszone, Wallacea. Deze is vernoemd naar Alfred Russel Wallace, evenals de Wallacelijn die de grens vormt met de Australaziatische ecozone.
Het Lore Lindu Nationaal Park is een bebost nationaal park in de centrale hooglanden. Het herbergt 77 endemische vogelsoorten. Er zijn eveneens merkwaardige megalieten.

## Tien grootste steden[2]
| #  | Stad, provincie                                        | Bevolking |
| -- | ------------------------------------------------------ | --------- |
| 1  | Makassar, Zuid-Sulawesi                                | 1.339.374 |
| 2  | Manado (speciale administratieve zone), Noord-Sulawesi | 675.354   |
| 3  | Bitung, Noord-Sulawesi                                 | 387.932   |
| 4  | Palu, Midden-Sulawesi                                  | 335.297   |
| 5  | Kendari, Sulawesi Tenggara                             | 289.153   |
| 6  | Gorontalo, Gorontalo                                   | 179.991   |
| 7  | Palopo, Zuid-Sulawesi                                  | 148.033   |
| 8  | Baubau, Zuidoost-Sulawesi                              | 137.118   |
| 9  | Parepare, Zuid-Sulawesi                                | 129.542   |
| 10 | Kotamobagu, Noord-Sulawesi                             | 107.216   |

## Bezienswaardigheden
Dicht bij Maros bevindt zich een prehistorische grot, die is toegevoegd aan de UNESCO-werelderfgoedlijst. Onderzoek dat in oktober 2014 in Nature is gepubliceerd, toont aan dat rotstekeningen in Maros waarschijnlijk ouder zijn dan de oudst gevonden rotstekeningen in Europa.